# Клавулина беловатая
Рога́тик белова́тый, или клавули́на белова́тая (лат. Clavulina rugosa) — гриб из рода Клавулина (Clavulina) семейства Клавулиновые (Clavulinaceae). Токсические свойства этого гриба не изучены.
Синонимы:
- Clavaria canaliculata Fr., 1818
- Clavaria grossa Pers., 1797
- Clavaria herveyi Peck, 1893
- Clavaria rugosa Bull., 1790
- Clavulina herveyi (Peck) R.H. Petersen, 1967
- Ramaria rugosa (Bull.) Gray, 1821

## Описание
Плодовое тело коралловидное, окрашено в беловатые или палевые тона. Плодовые тела ветвятся незначительно. «Веточки» длинные и довольно широкие, на вершинах не образуют ни гребней, ни бахромы. Споры белые.